# Malamir de Bulgaria
Malamir (en búlgaro: Маламир) fue el gobernante de Bulgaria en  831 a 836.
Malamir fue hijo de Omurtag y nieto de Krum. Su nombre es de origen eslavo, y se afirma que es un Knyaz ("кънѧѕь", kъnędzь) búlgaro en poseer un nombre de este origen. Esto ha llevado a la especulación de que su madre fuera eslava, aunque todavía no ha sido demostrado.
Malamir se convirtió en gobernante de Bulgaria en el año 831 tras la muerte de su padre Omurtag, porque su hermano mayor Enravota (Voin) había perdido su derecho a la sucesión por convertirse en cristiano. Es posible que Malamir fuera joven e inexperto en el momento de su ascensión, y que los asuntos del estado fueran manejados por su ministro (kavján) Isbul.
Alrededor de 833 Malamir ejecutó a su hermano mayor Enravota por negarse a renunciar al cristianismo. Después de la expiración del tratado de paz original de 20 años con el Imperio Bizantino en el año 836, el emperador Teófilo asoló las regiones dentro de la frontera búlgara. Los búlgaros tomaron represalias, y bajo la dirección de Isbul llegaron a Adrianópolis. En ese momento, si no antes, los búlgaros anexaron Filipópolis (Plovdiv) y sus alrededores. Varias inscripciones monumentales sobrevivientes de este reinado hacen referencia a las victorias de Bulgaria y otras a la continuación de las actividades de construcción en y cerca de Pliska. Malamir murió en 836, al parecer como venganza por la ejecución de su hermano mayor.
En varios estudios anteriores Malamir es identificado con su sucesor Presian I, y se asume que sobrevivió hasta el 850 como el antecesor directo de Boris I. Esto es muy poco probable, Malamir como se atestigua había sido sucedido por su sobrino (el hijo de su hermano Zvinica), mientras que Boris I fue precedido por su padre Presian I. Zlatarski resolvió el problema en las fuentes fragmentarias, determinando que el sobrino no identificado de Malamir y sucesor fue de hecho, Presian I, y Boris fue el hijo de éste.